# اندیس زرشکوه
زرشکوه یک اندیس  است که در  استان سمنان قرار دارد   